# Curtis Samuel
Pour les articles homonymes, voir Samuel.
(en) Statistiques sur pro-football-reference
Curtis Samuel, né le 11 août 1996 à Brooklyn dans l'État de New York, est un sportif professionnel américain de football américain qui joue au poste de wide receiver dans la National Football League (NFL) depuis la saison 2017
.
Au niveau universitaire, il a joué pour les Buckeyes de l'université d'État de l'Ohio pendant trois saisons (2014-2016) au sein de la NCAA Division I FBS. Il y remporte le titre national en 2014 et est sélectionné dans les premières équipes All-American et Big Ten Conference en 2016.
Il est ensuite sélectionné en 40e choix global lors deuxième tour de la draft 2017 de la NFL par la franchise des Panthers de la Caroline, où il joue pendant quatre saisons avant de rejoindre la Washington Football Team/Commanders de Washington (2021-2023) et les Bills de Buffalo (2024).